# Крутівська сільська територіальна громада
Крутівська сільська територіальна громада — територіальна громада в Україні, у Ніжинському районі Чернігівської області. Адміністративний центр село — Крути.
12 червня 2020 року Крутівська сільська громада утворена у складі Бурківської, Крутівської, Перебудівської сільських рад Ніжинського району та Омбиської, Печівської та Хорошеозерської сільських рад Борзнянського району.
19 липня 2020 року, в результаті адміністративно-територіальної реформи та ліквідації Ніжинського(1923 - 2020) та  Борзнянського районів, громада увійшла до складу новоутвореного Ніжинського району.

## Населенні пункти
До складу громади входять 14 сіл: Бакланове, Бурківка, Валентіїв, Діброва, Крути, Омбиш, Остер, Пам'ятне, Перебудова, Печі, Поляна, Почечине, Українка, Хороше Озеро.